# Colubotelson chiltoni
Colubotelson chiltoni là một loài chân đều trong họ Phreatoicidae. Loài này được Sheppard miêu tả khoa học năm 1927.